# Securitas Direct
Securitas Direct är ett företag som tillhandahåller säkerhetssystem och säkerhetstjänster till företag. 
Företaget bildades 1988 som en del av Securitas, under hösten 2006 knoppades företaget av från moderbolaget, men delar varumärket med Securitas. 
Den 1 januari 2014 delades verksamheten upp i två företag: Verisure riktat mot privatpersoner samt Securitas Direct riktat främst mot företag men även privatpersoner med högre säkerhetskrav.
Securitas Direct ägs sedan oktober 2015 av investmentbolaget Hellman & Friedman.